# Bella di giorno (botanica)

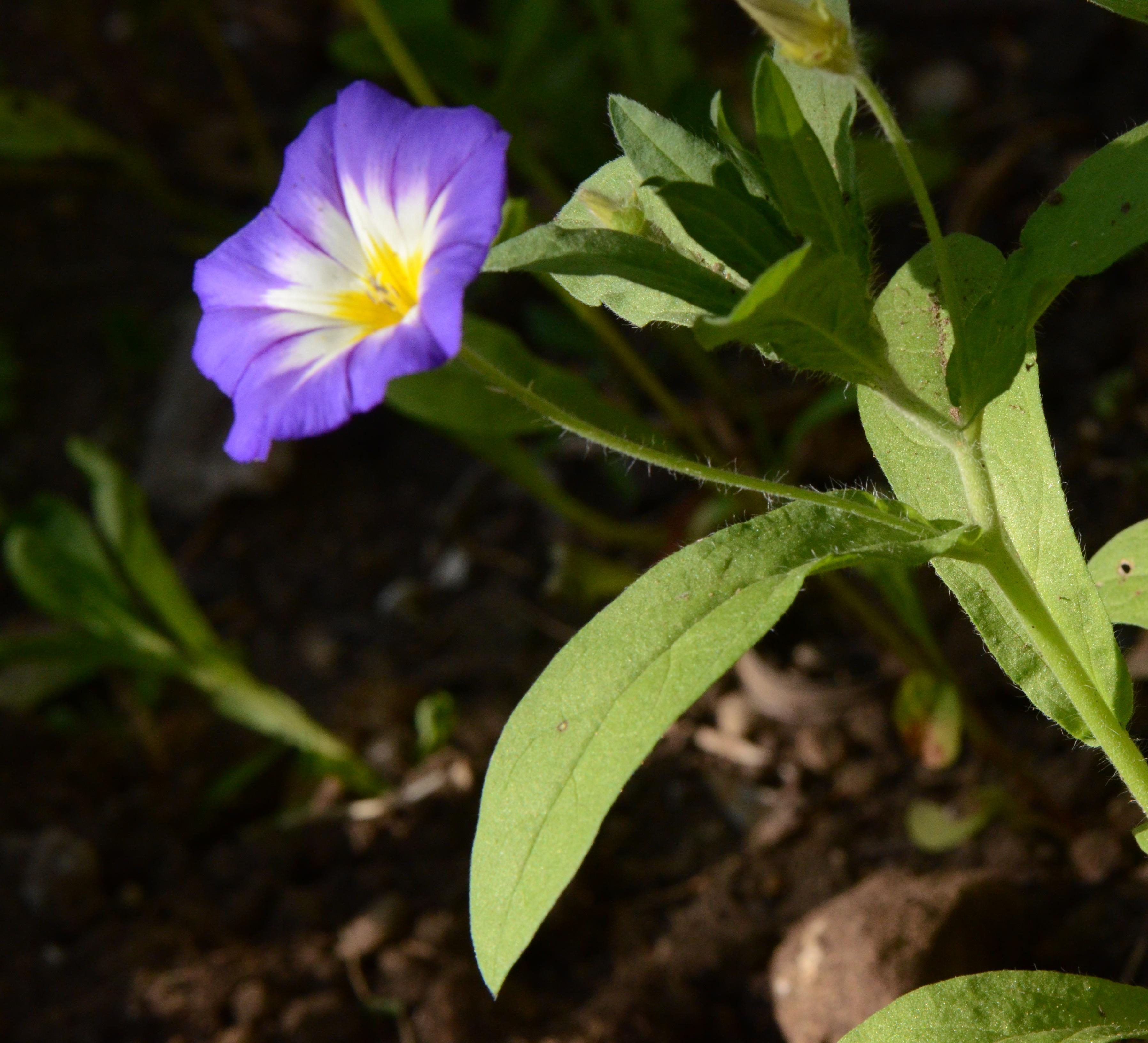
Bella di giorno, convolvulus tricolor.

Bella di Giorno, o Morning Glory, è il nome vernacolare per oltre 1.000 specie di piante da fiore della famiglia delle Convolvulacee, la cui attuale tassonomia e sistematica sono in continuo cambiamento. Esistono specie di belle di giorno appartenenti a molti generi, tra i quali si annoverano:
- Argyreia
- Astripomoea
- Calystegia
- Convolvulus
- Cuscuta
- Ipomoea (il genere più numeroso)
- Lepistemon
- Merremia
- Operculina
- Rivea
- Stictocardia

Come suggerisce il nome, la maggior parte dei fiori delle belle di giorno sbocciano completamente al mattino presto. I fiori di solito iniziano a sbiadire poche ore prima che la corolla inizi a mostrare un arricciamento visibile. Preferiscono la piena esposizione solare per tutto il giorno. Tuttavia, i fiori di alcune alcune belle di giorno, come Ipomoea muricata, Ipomoea alba e Ipomoea macrorhiza, sbocciano di notte.

## Storia
L'Ipomoea nil, una specie di bella di giorno, era conosciuta in Cina per i suoi usi medicinali, a causa delle proprietà lassative dei suoi semi.
Le antiche civiltà mesoamericane utilizzavano la specie Ipomoea alba per convertire il lattice proveniente dalla Castilla elastica e dal Guayule per produrre palline elastiche di gomma. Lo zolfo contenuto nel succo della bella di giorno vulcanizzava la gomma - predatando la scoperta dello stessi processo da parte di Charles Goodyear di almeno 3.000 anni. I sacerdoti aztechi del Messico solevano anche utilizzare le proprietà allucinogene della pianta (vedi Rivea corymbosa).

## Specie invasive
In alcuni luoghi, come nella boscaglia australiana, alcune specie di belle di giorno sviluppano radici spesse e tendono a crescere in boscaglie fitte. Possono diffondersi rapidamente grazie ai loro steli lunghi e striscianti. Siccome coprono, soffocano e tolgono spazio ad altre piante, le belle di giorno vengono lì considerate piante infestanti invasive.
Invasive in alcune parti degli Stati Uniti sono invece le specie Calystegia sepium, Ipomoea purpurea, ed Ipomoea indica. A partire dal 2021, è illegale coltivare, possedere e vendere la maggior parte delle specie non autoctone di Ipomoea nello stato americano dell'Arizona, e prima del 4 gennaio 2020 questo divieto si applicava anche alle specie autoctone. Questo perché è noto che alcune specie di Convolvulaceae (come Convolvulus arvensis ed Ipomoea × leucantha) causano problemi alle colture, soprattutto nei campi di cotone. L'Ipomoea aquatica è considerata invasiva a livello federale, sebbene alcuni stati, come il Texas, ne riconoscano invece lo status di "verdura" e ne consentano la coltivazione.

## Coltivazione
Per quanto riguarda la coltivazione, la maggior parte delle specie vengono considerate piante perenni nelle zone non soggette a gelate annuali, e come piante annuali nei climi più freddi, sebbene alcune specie siano capaci di tollerare il freddo invernale. Alcune specie sono strettamente annuali (ad esempio Ipomoea nil), e producono molti semi; alcune specie perenni (ad esempio Ipomea indica) si propagano invece per talea.

La bella di giorno è stato uno dei fiori più amati in Giappone per molti secoli. La coltivazione iniziò nel periodo Nara (VIII secolo). Il grande boom dell'allevamento selettivo della bella di giorno avvenne nell'era Edo (XVII-XIX secolo). I coltivatori, sfruttando le mutazioni naturali della pianta, ne crearono un gran numero di varietà; queste riscossero molta popolarità, specialmente nella fascia più ricca di popolazione.

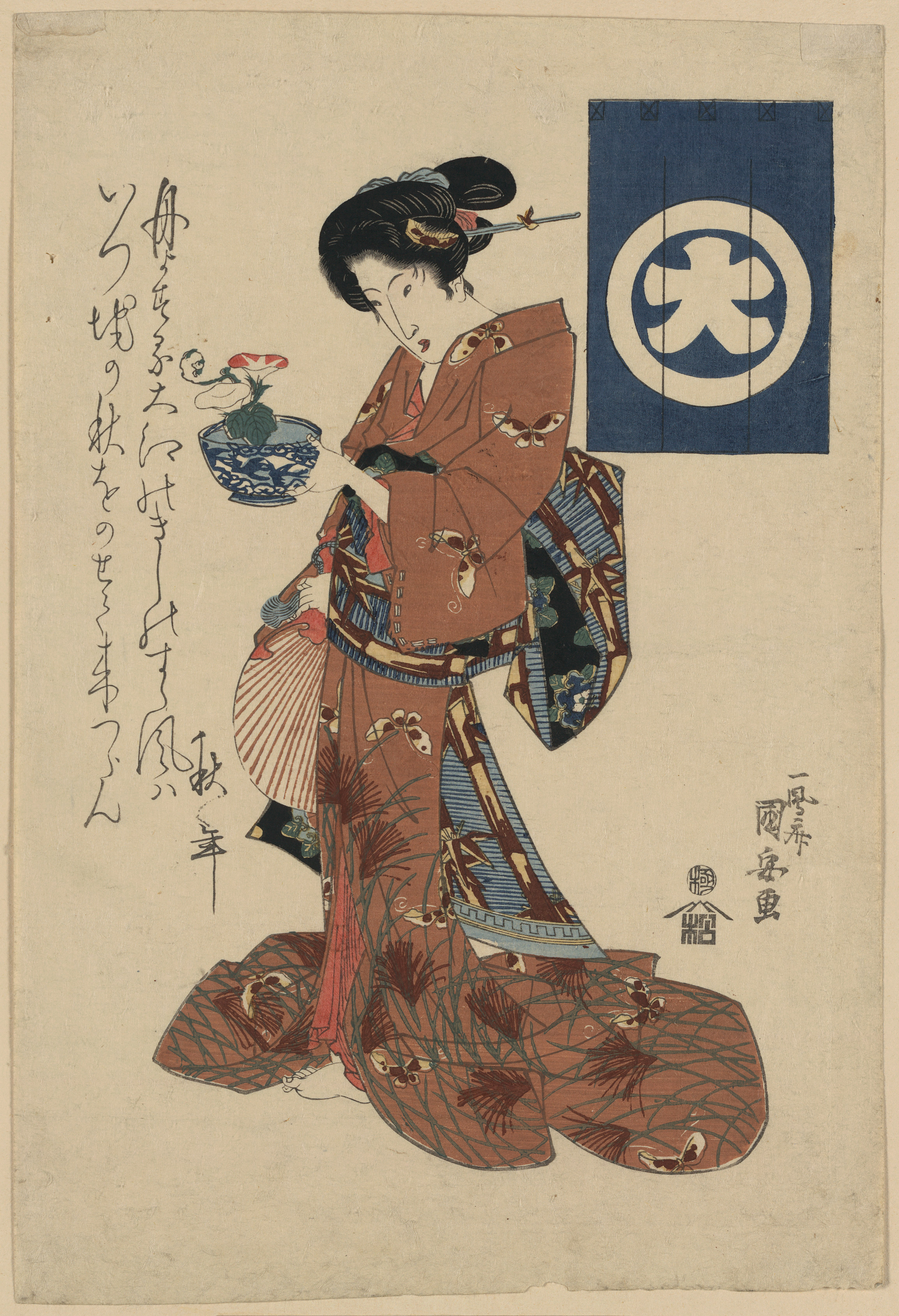
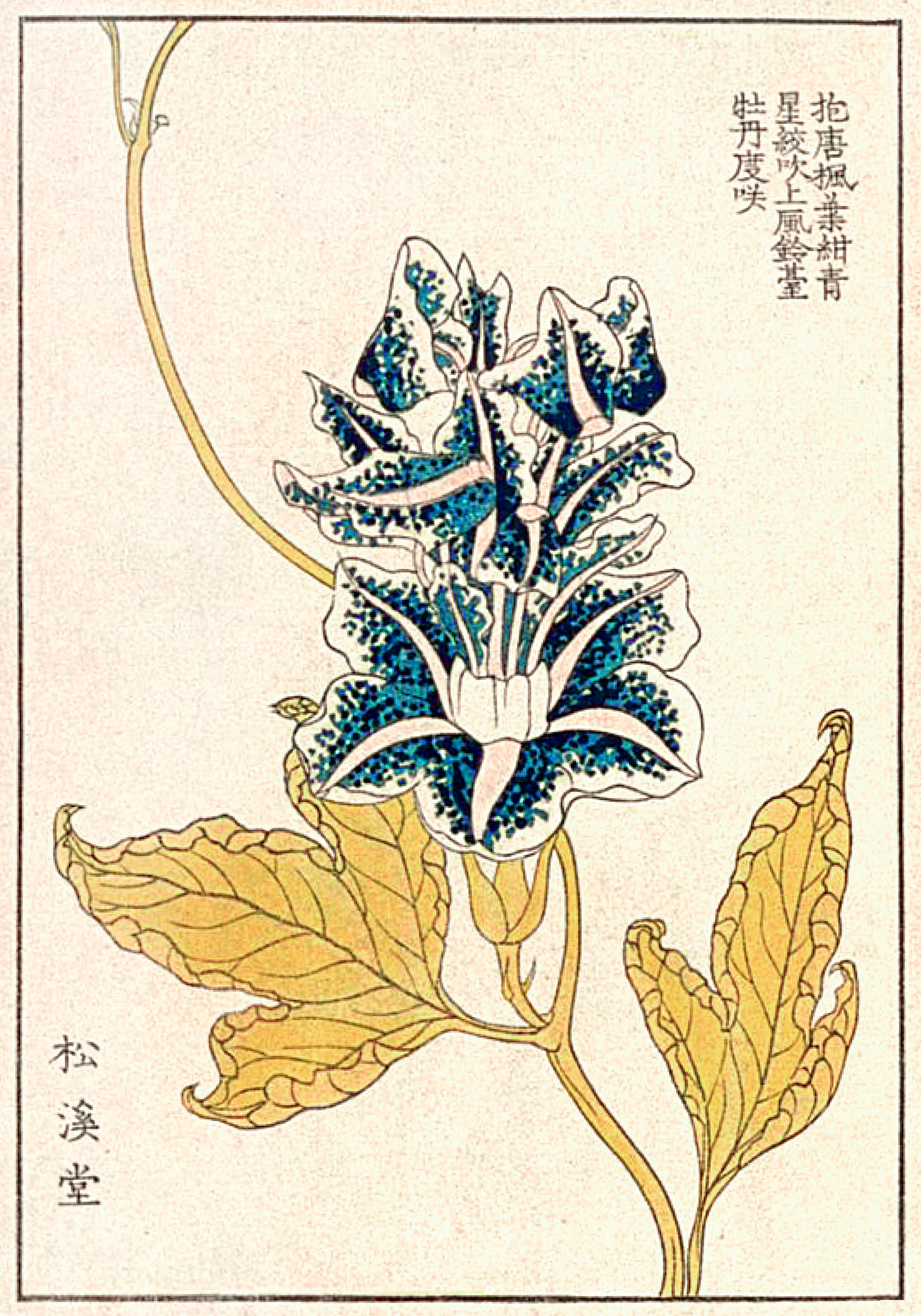
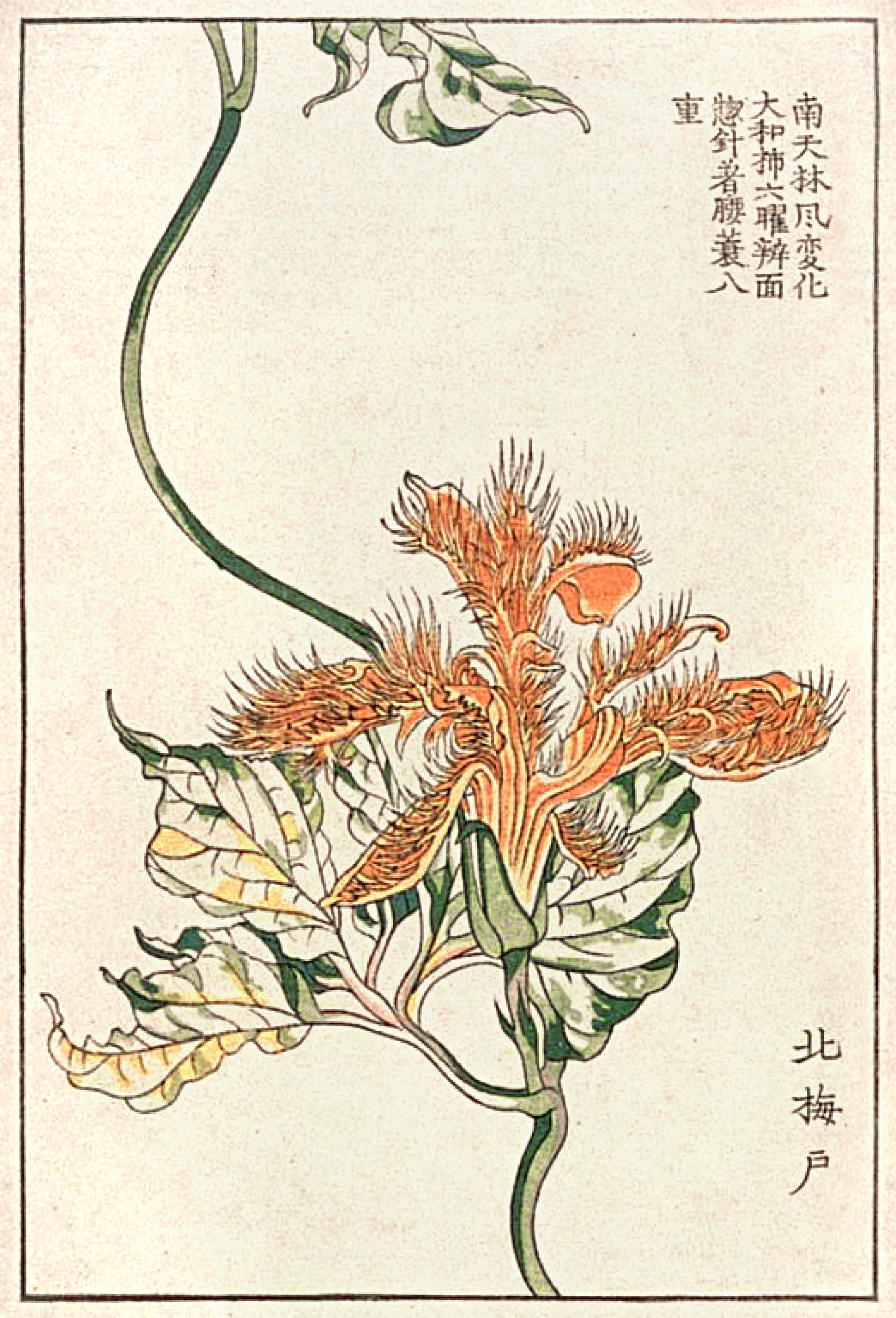
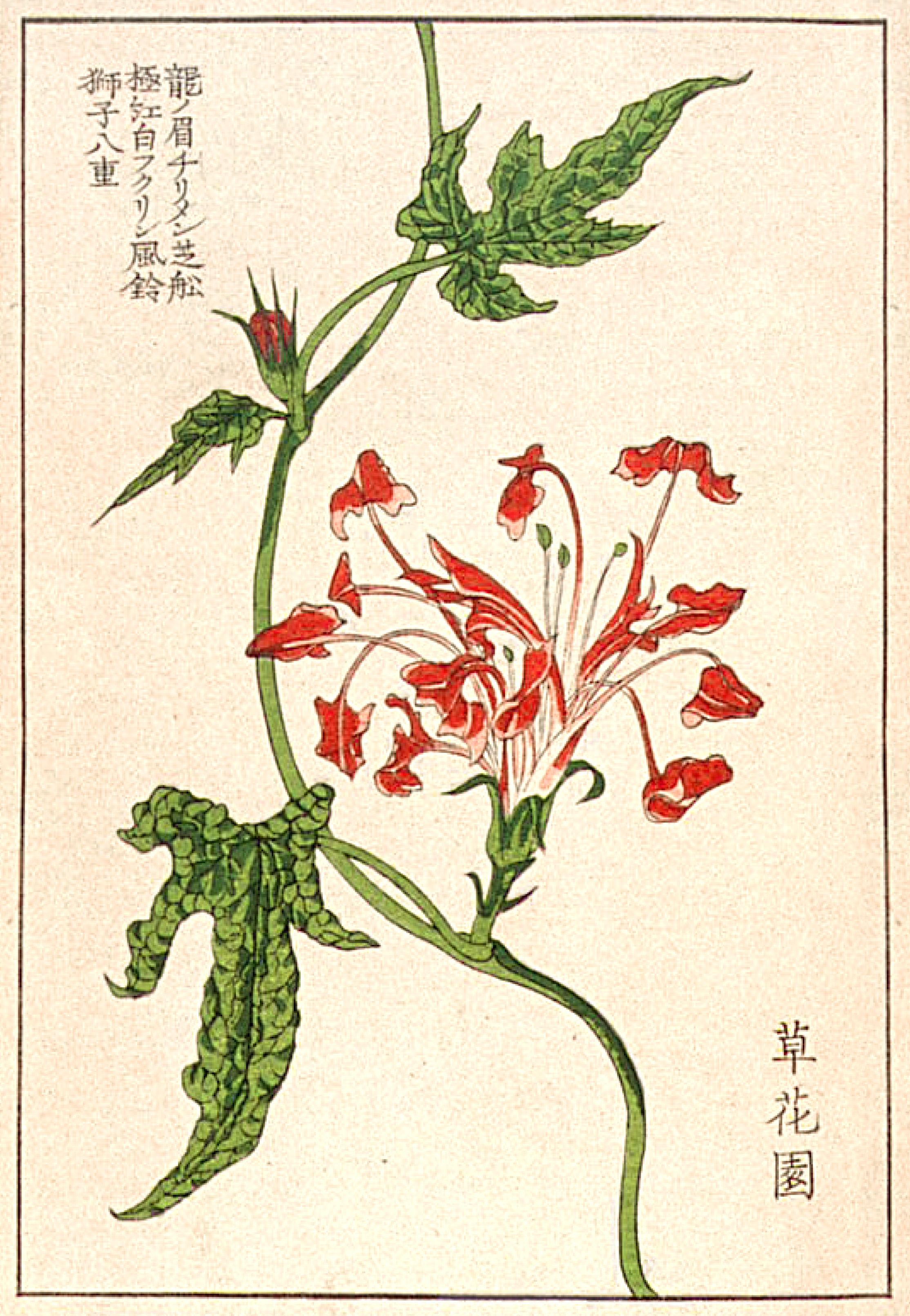
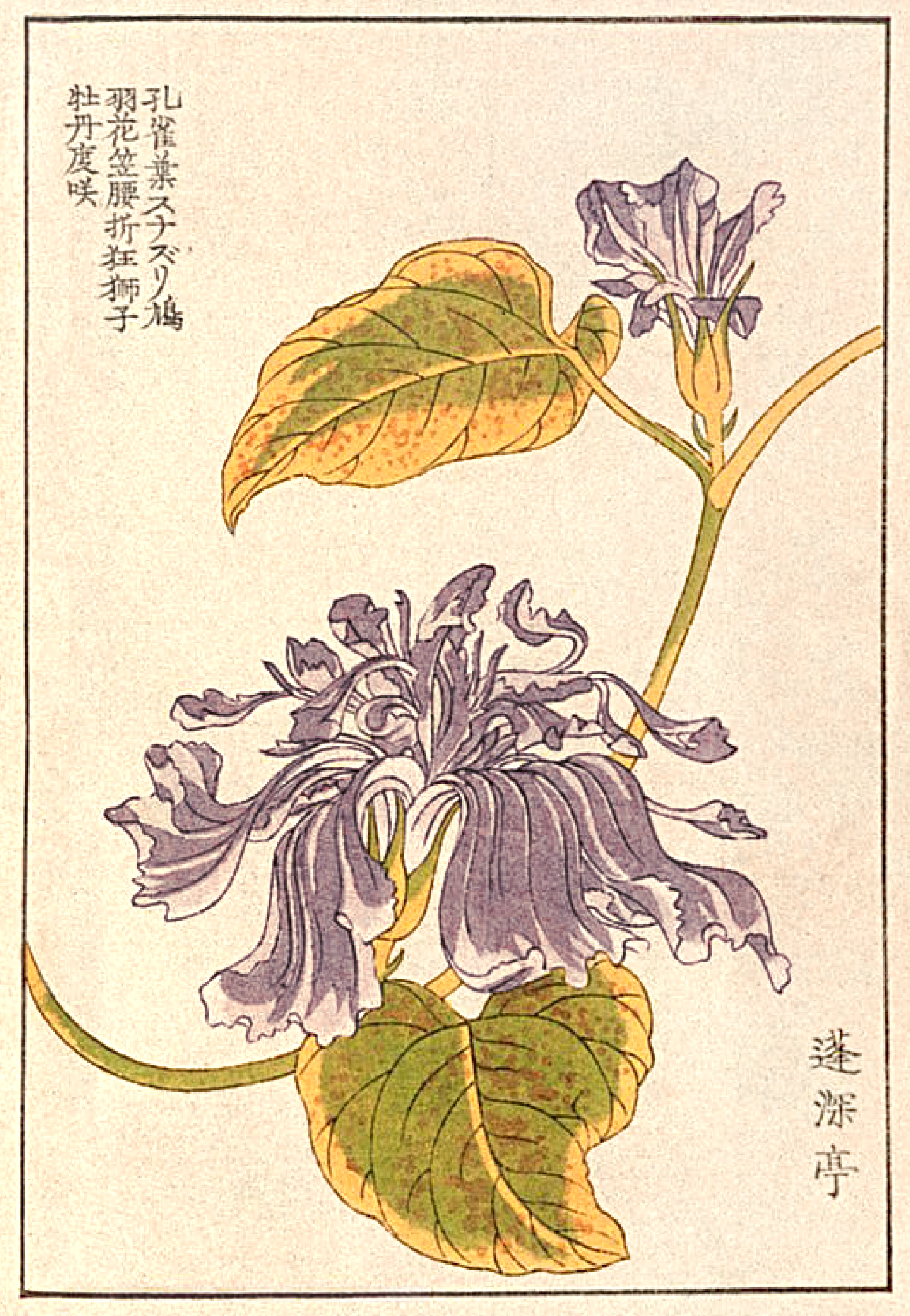
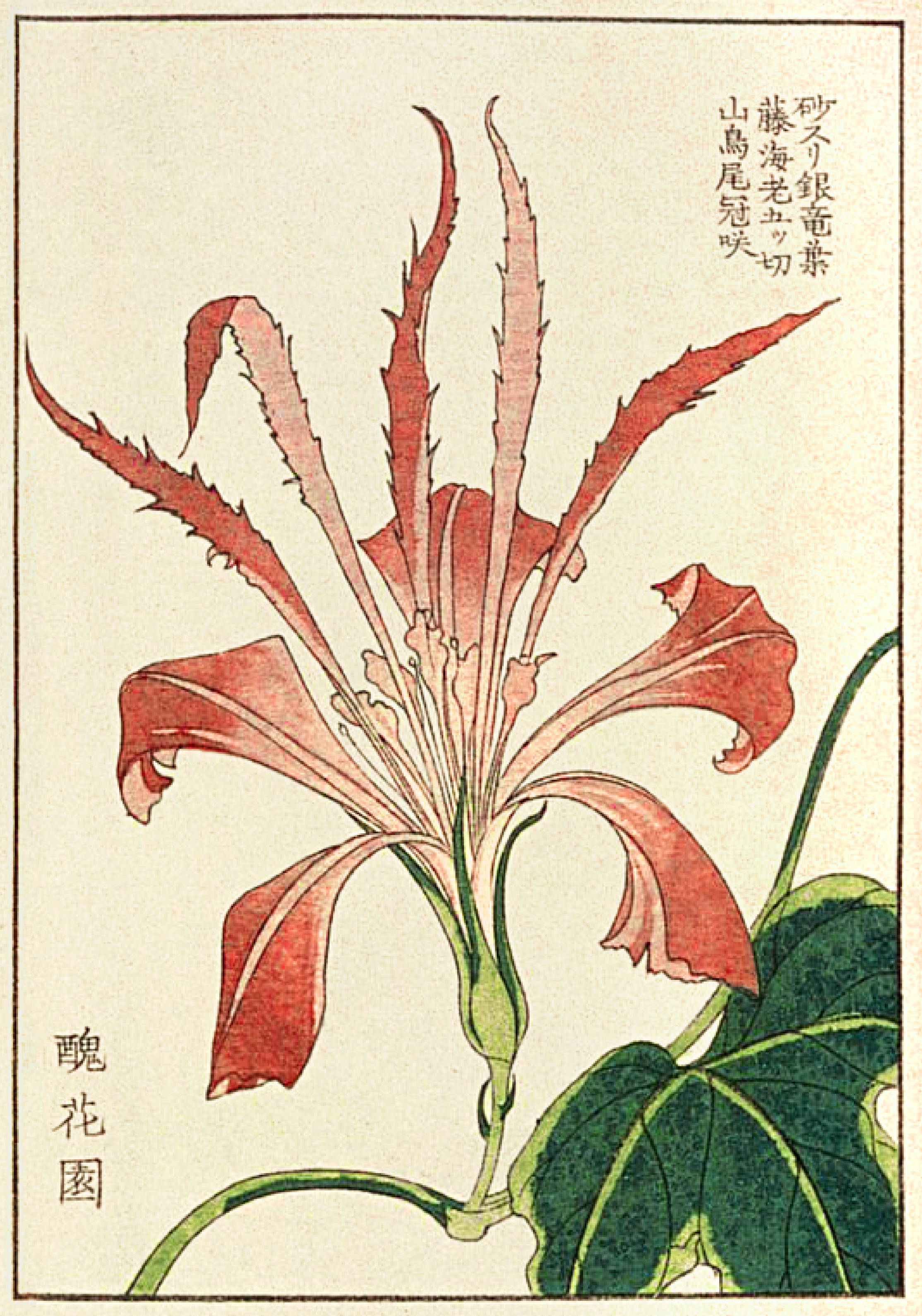
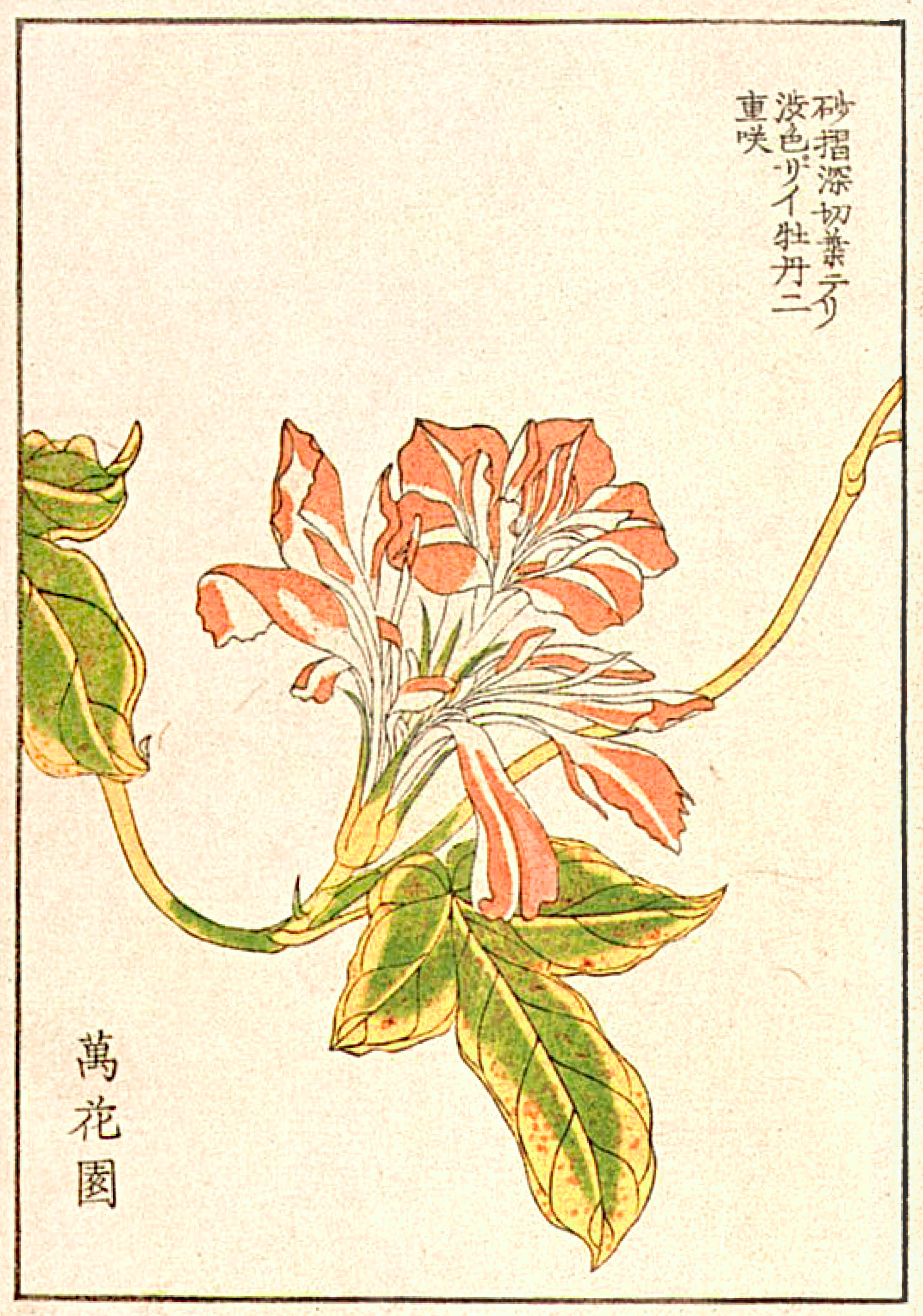
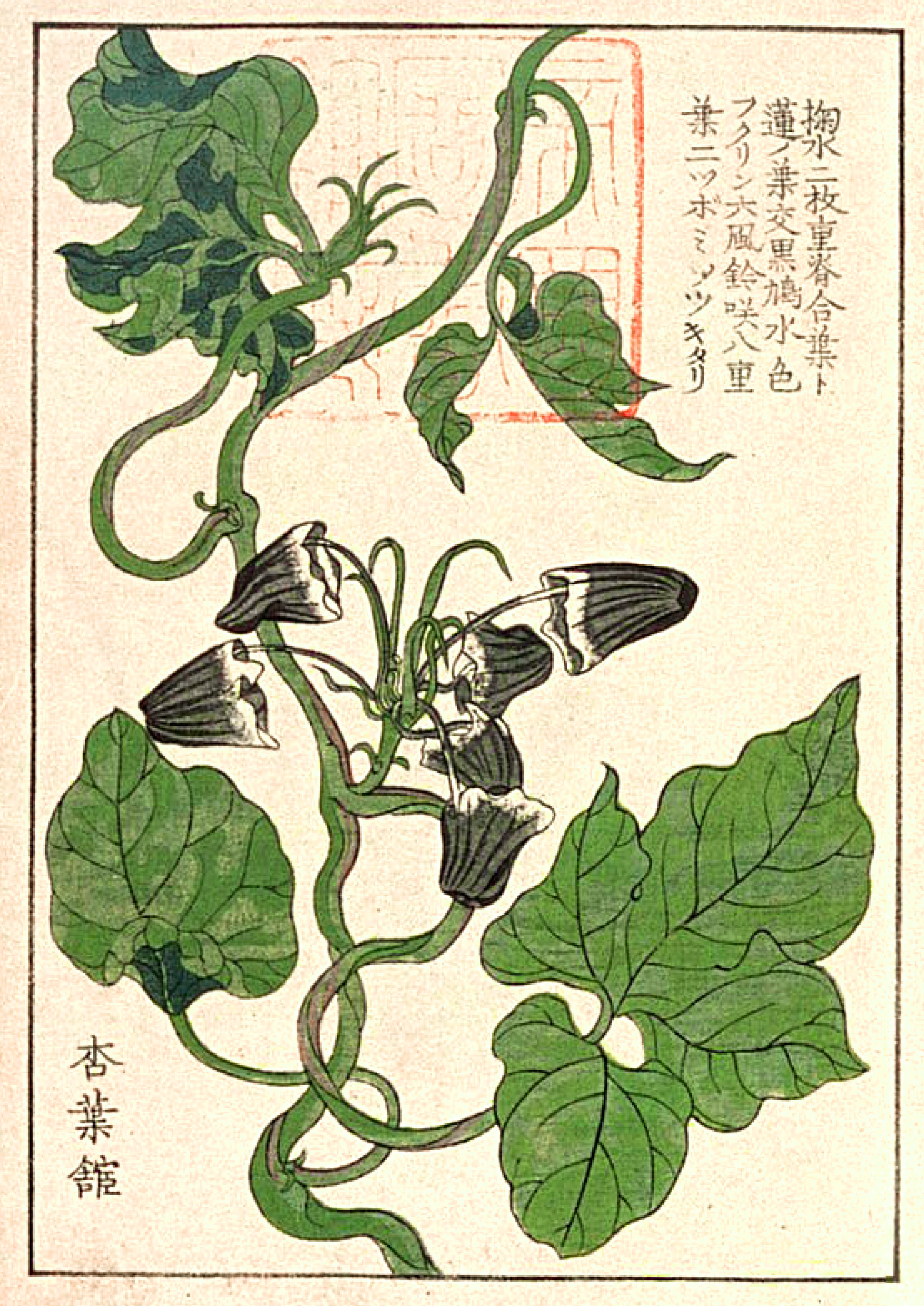

## Usi culinari
L'ipomoea aquatica, conosciuta come spinaci d'acqua, ong-choy, kang-kung o cavolo di palude, è comunemente usata come verdura, specialmente nelle cucine dell'Asia orientale e sud-orientale. Negli Stati Uniti, a causa del suo stato di pianta infestante riconosciuto a livello federale, è illegale coltivarla, importarla, possederla o venderla
senza permesso. Esiste, tuttavia, un mercato per il potente potenziale culinario della pianta. Dal 2005, lo stato del Texas ha riconosciuto che gli spinaci d'acqua sono un ortaggio molto apprezzato in molte culture e ne ha consentito la coltivazione per il consumo personale, in parte perché è noto che nonostante vengano coltivati in Texas da più di 15 anni, non siano ancora mai sfuggiti alla coltivazione.
Al genere Ipomoea appartiene anche la patata dolce (Ipomea batatas): sebbene il termine "bella di giorno" non sia solitamente esteso ad Ipomea batatas, a volte può essere indicata come "morning glory tuberosa" in alcuni contesti orticoli. Alcune cultivar di Ipomea batatas vengono coltivate per il loro valore ornamentale, piuttosto che per il tubero commestibile.

## Chimica ed etnobotanica
I semi di molte specie di bella di giorno contengono alcaloidi dell'ergolina, come gli psichedelici ergometrina ed ergina (LSA). I semi di Ipomoea tricolor e Ipomea corymbosa vengono utilizzati come psichedelici. I semi delle belle di giorno possono produrre un effetto simile all'LSD se assunti in grandi dosi. Sebbene l'LSA sia illegale in molti paesi, i semi si trovano comunemente in molti negozi di giardinaggio; tuttavia, alcuni sostengono che i semi provenienti da fonti commerciali a volte possano essere ricoperti da qualche tipo di pesticida o metilmercurio, per disincentivarne l'utilizzo a scopo ricreativo.

## Galleria d'immagini

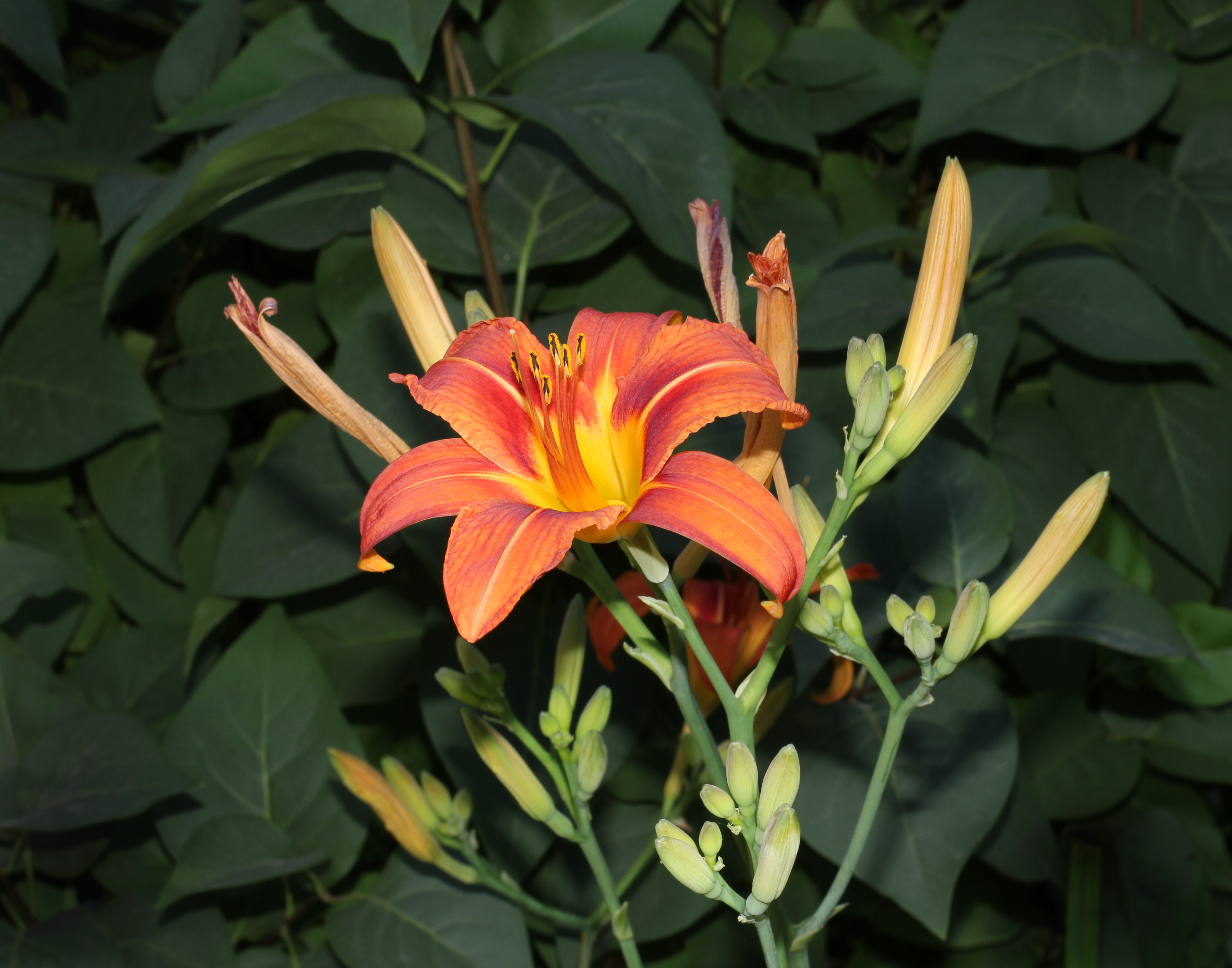
Hemerocallis fulva
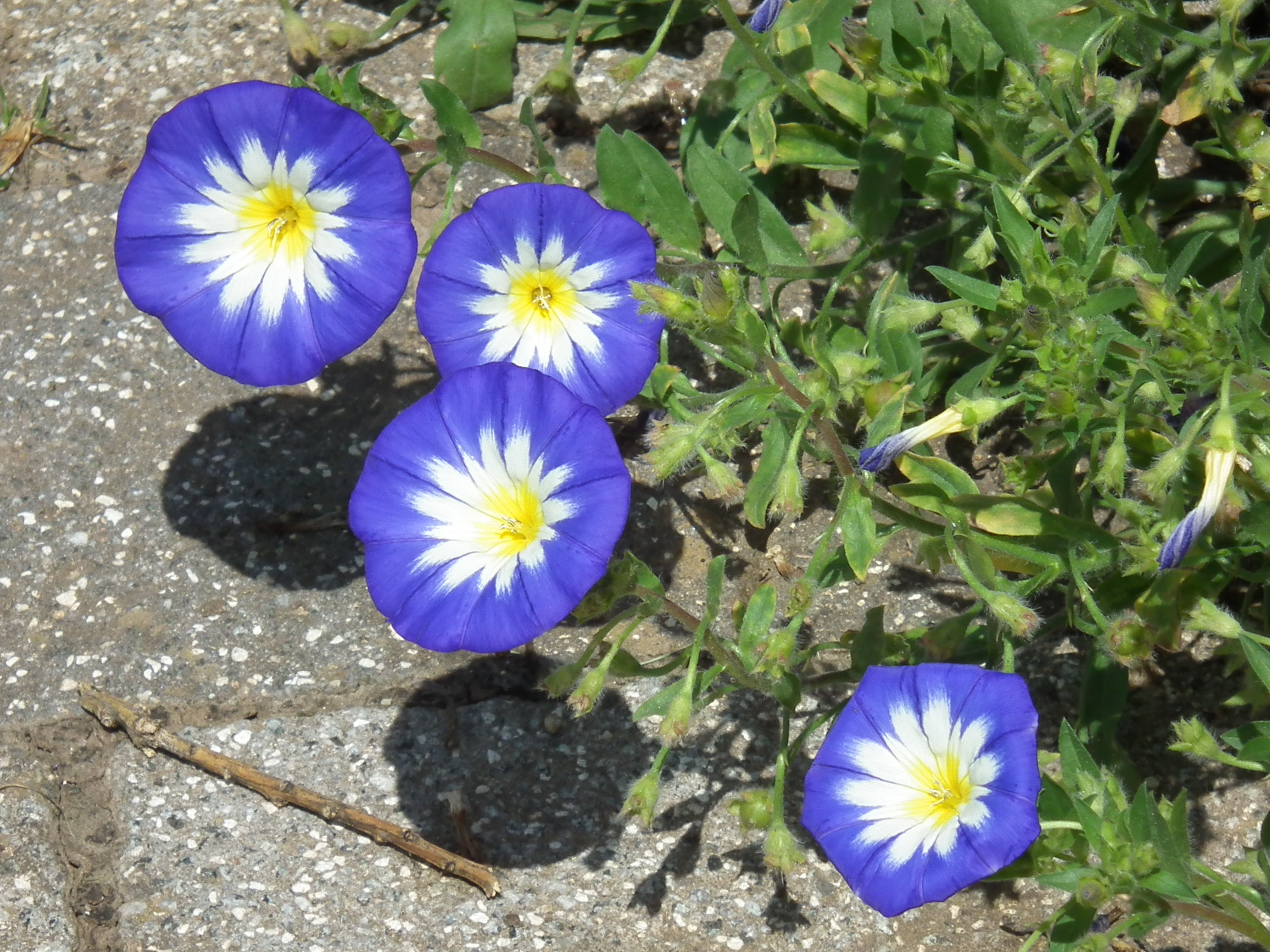
Convolvulus tricolor
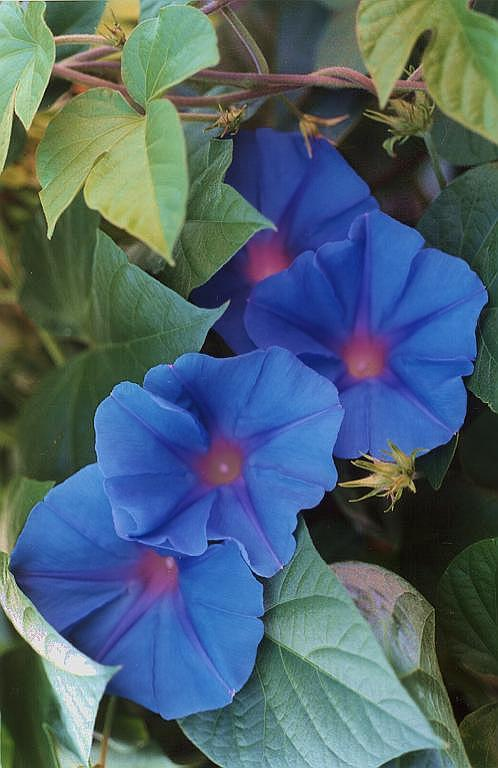
Ipomoea indica
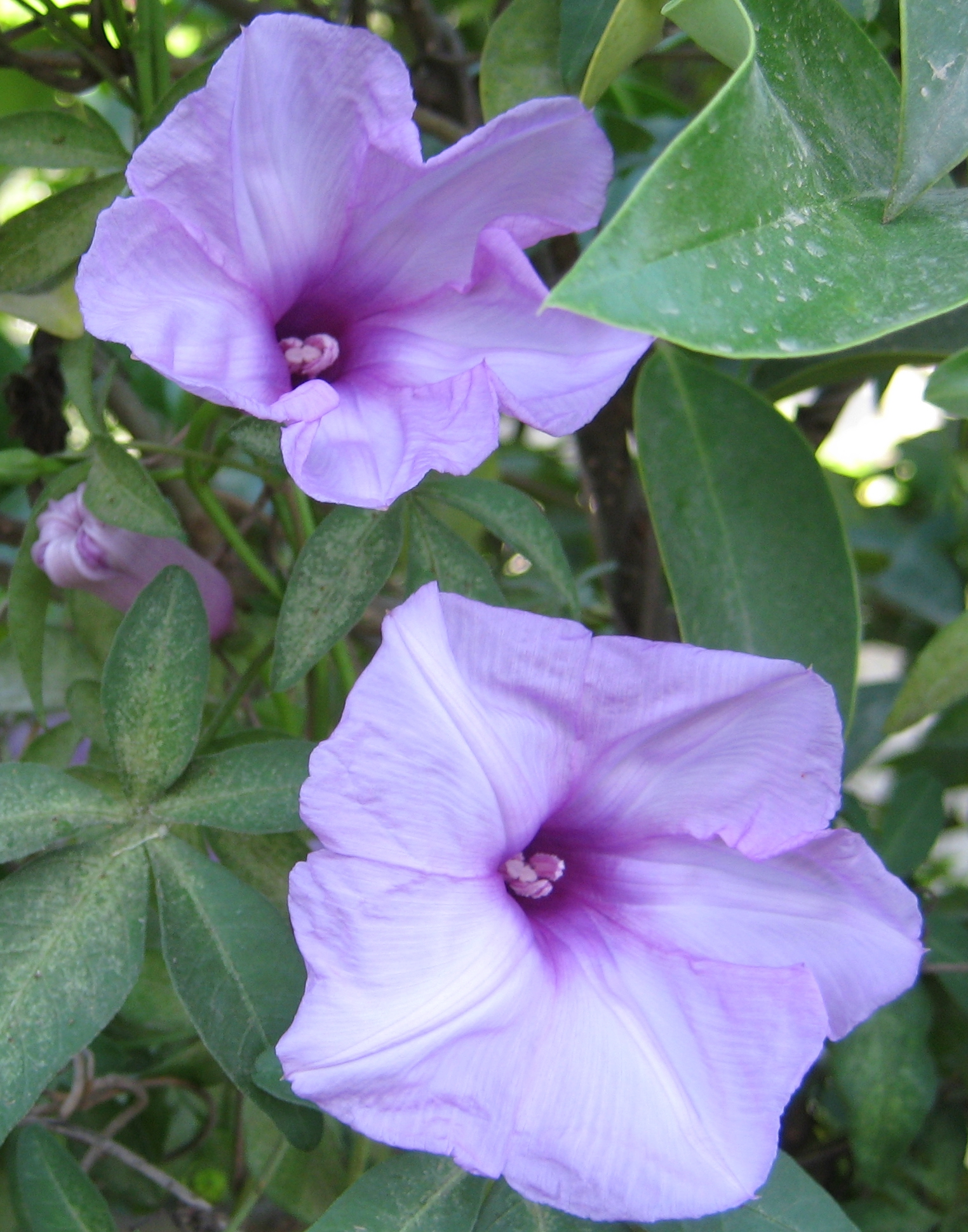
Ipomoea cairica
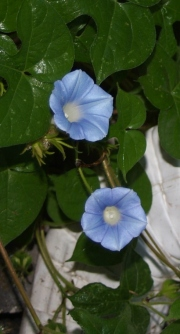
Ipomoea hederacea
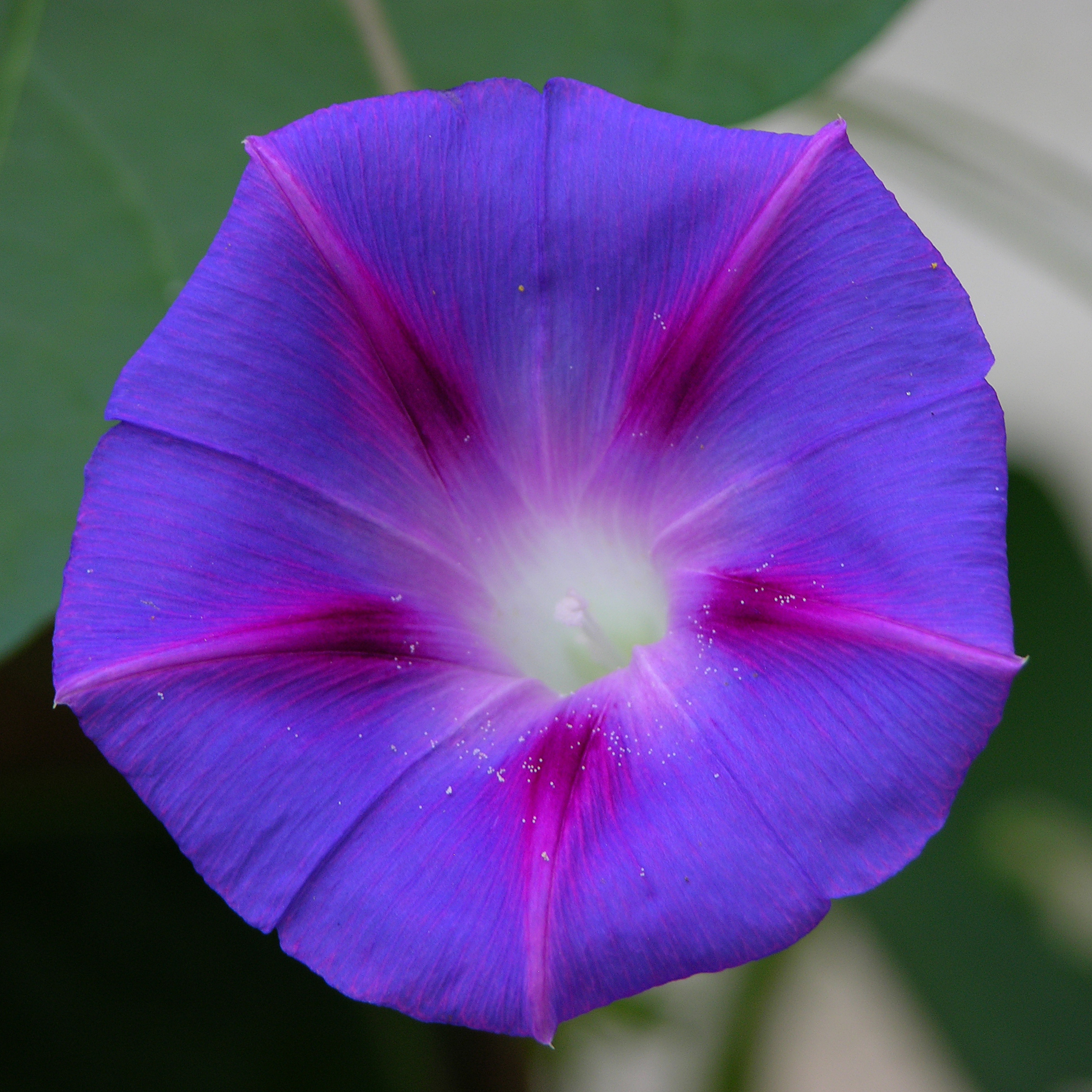
Ipomoea purpurea
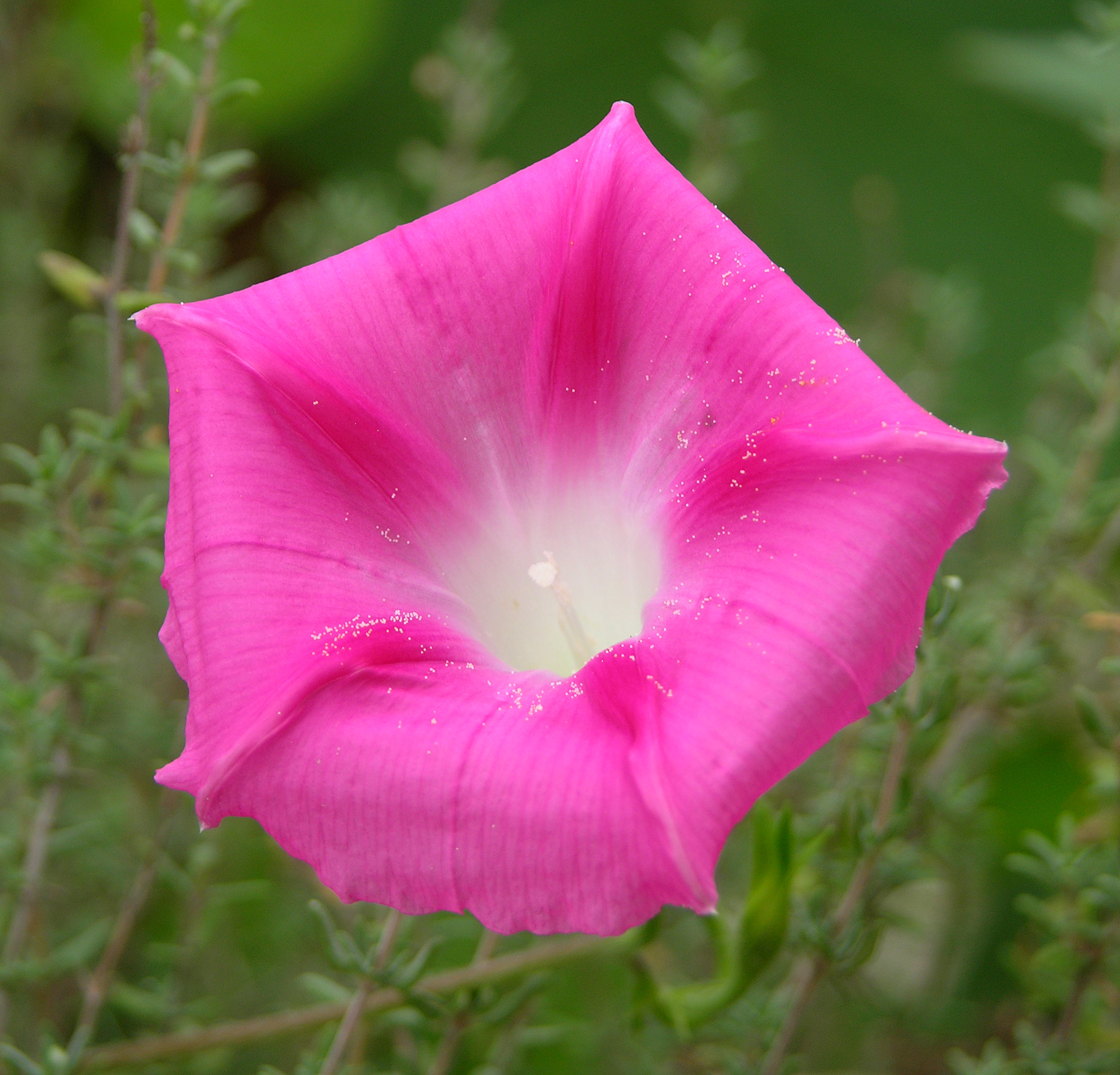
Ipomoea carnea
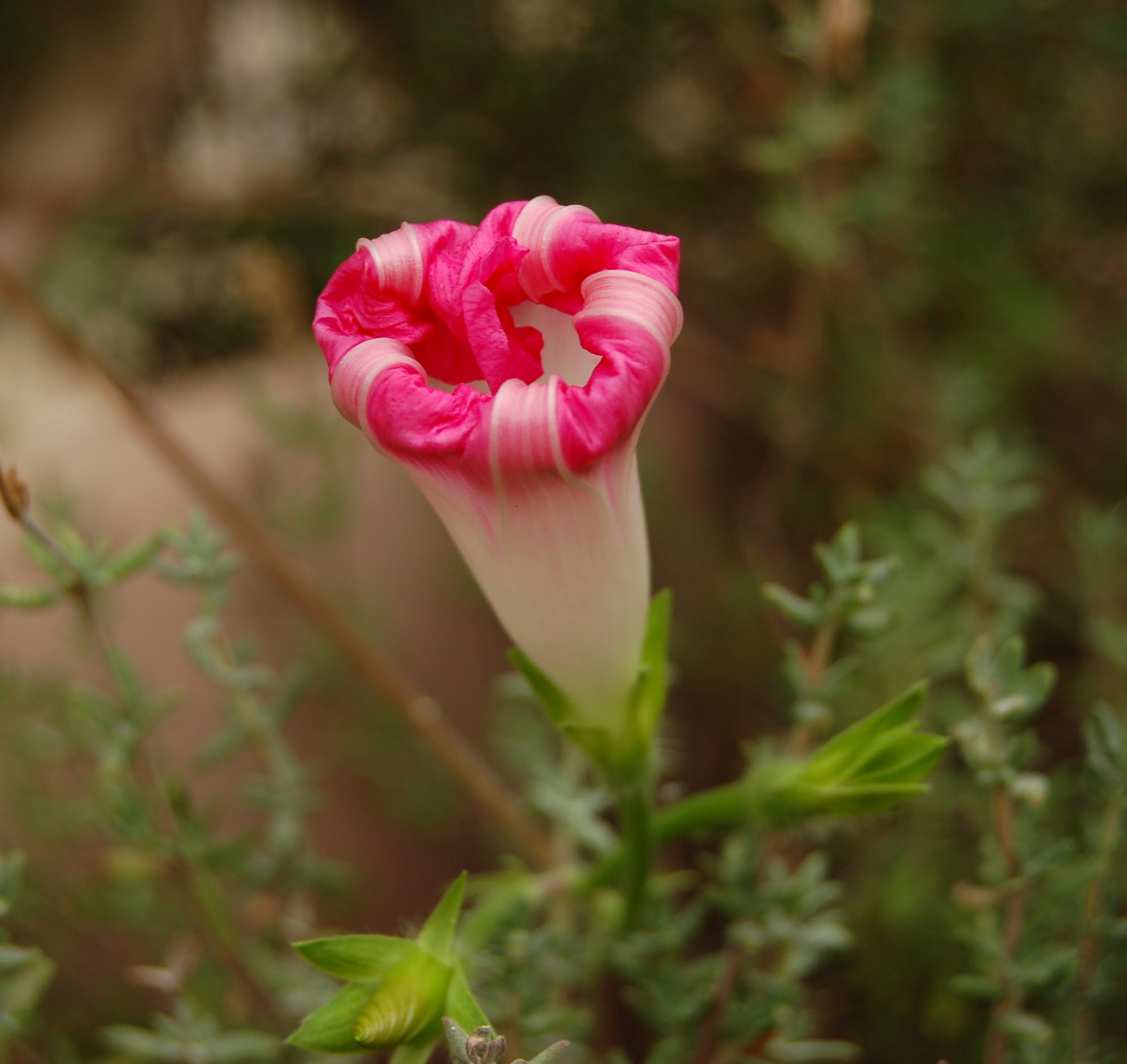
Ipomoea purpurea
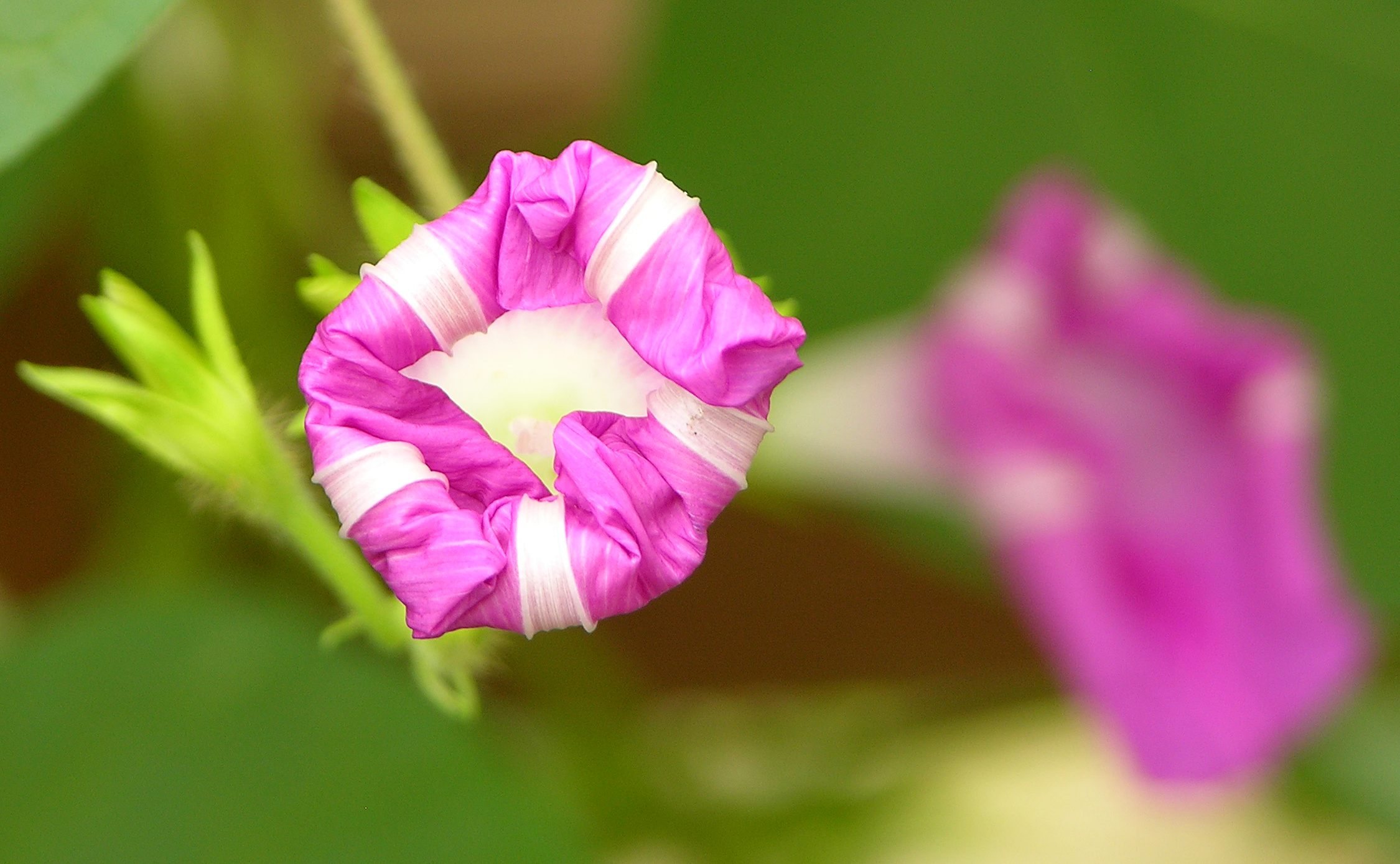
Ipomoea purpurea
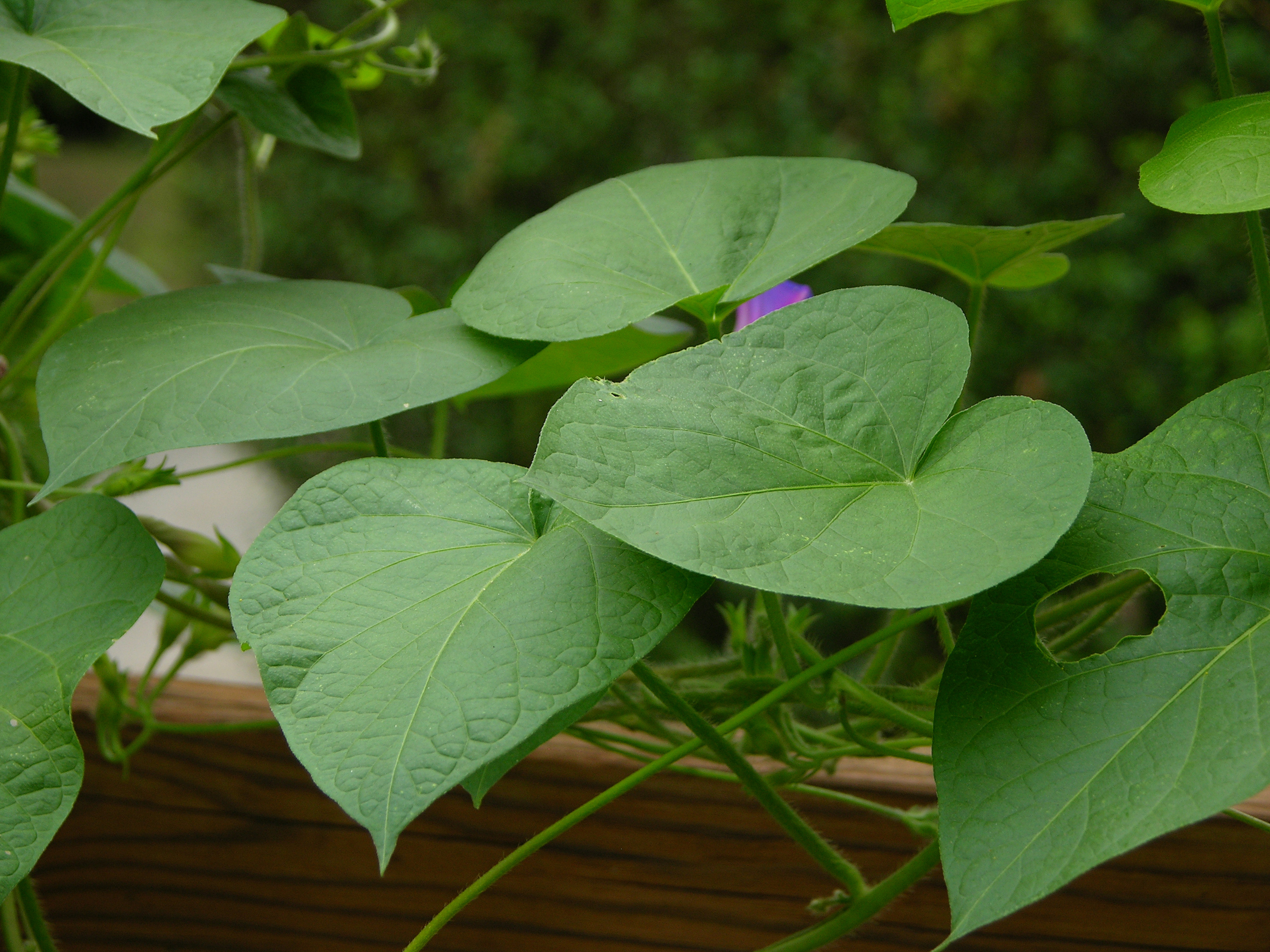
Foglie di Ipomoea purpurea
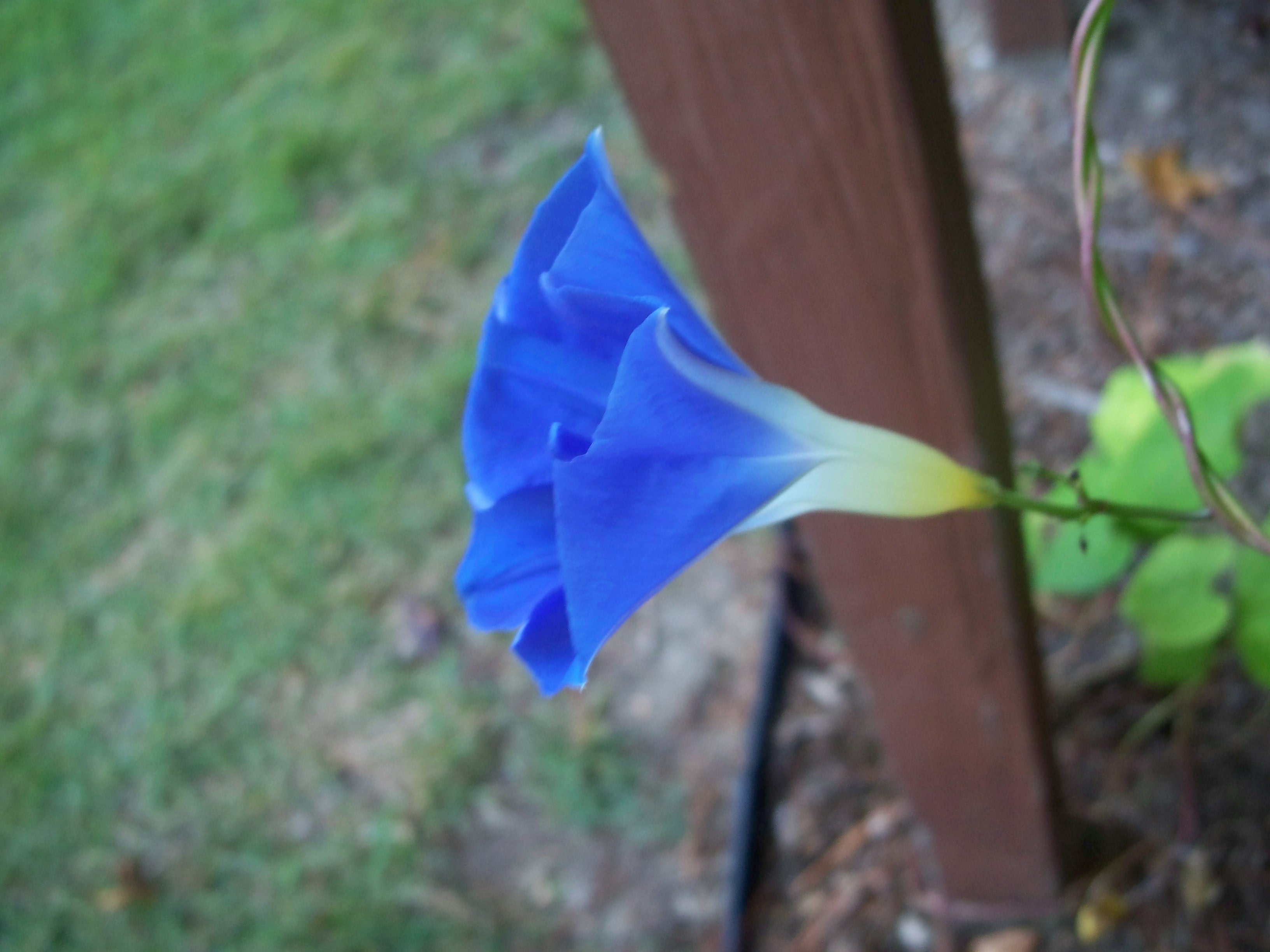
Ipomoea indica
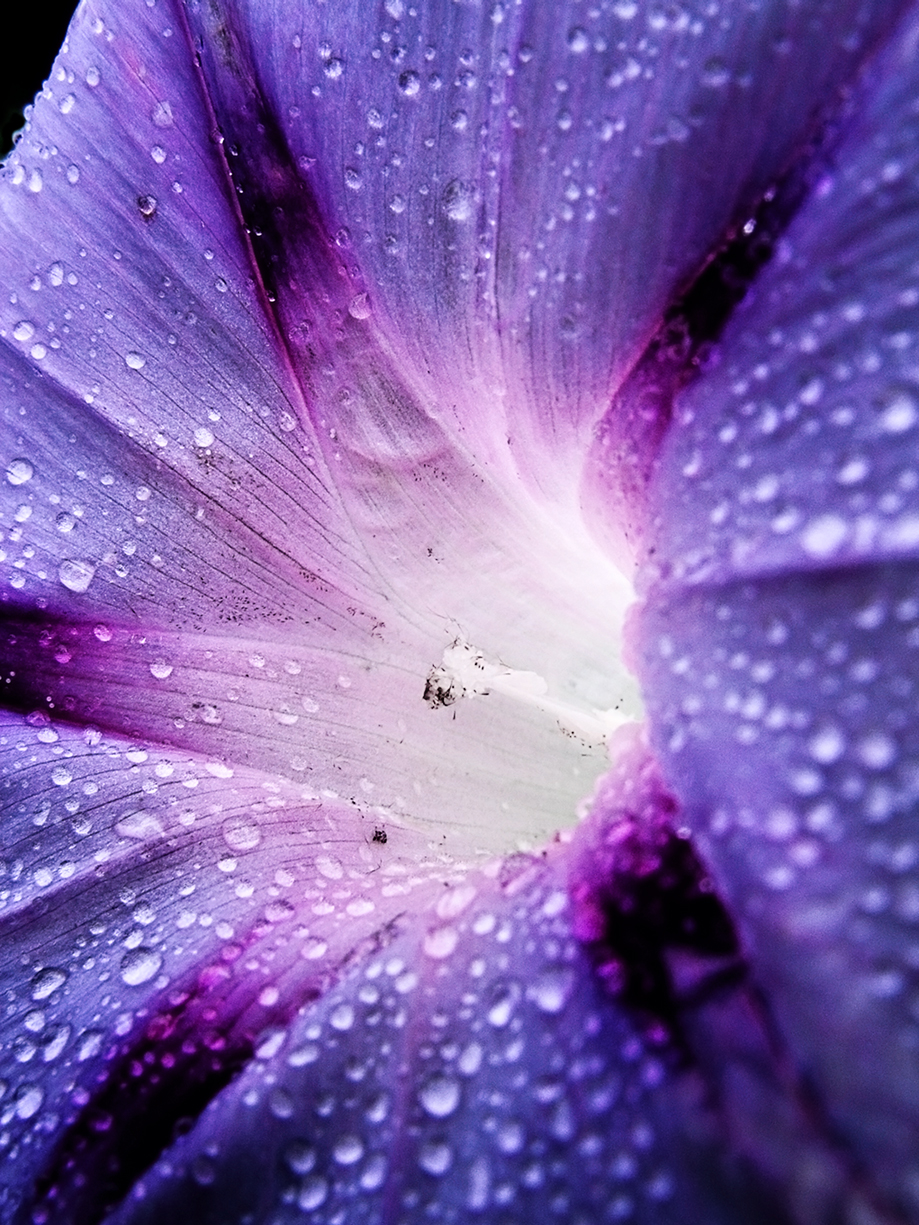
Ipomoea indica
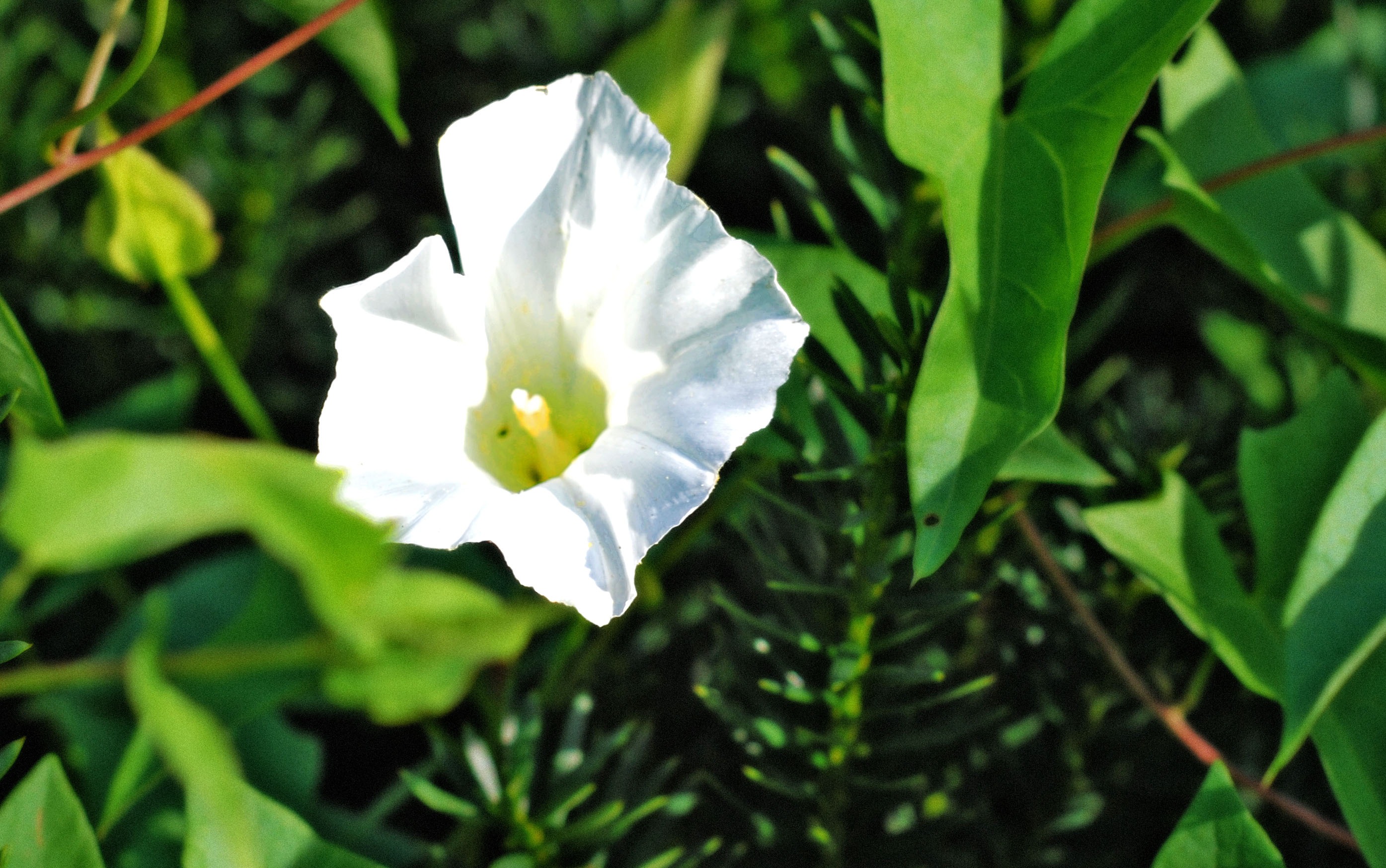
Calystegia sepium
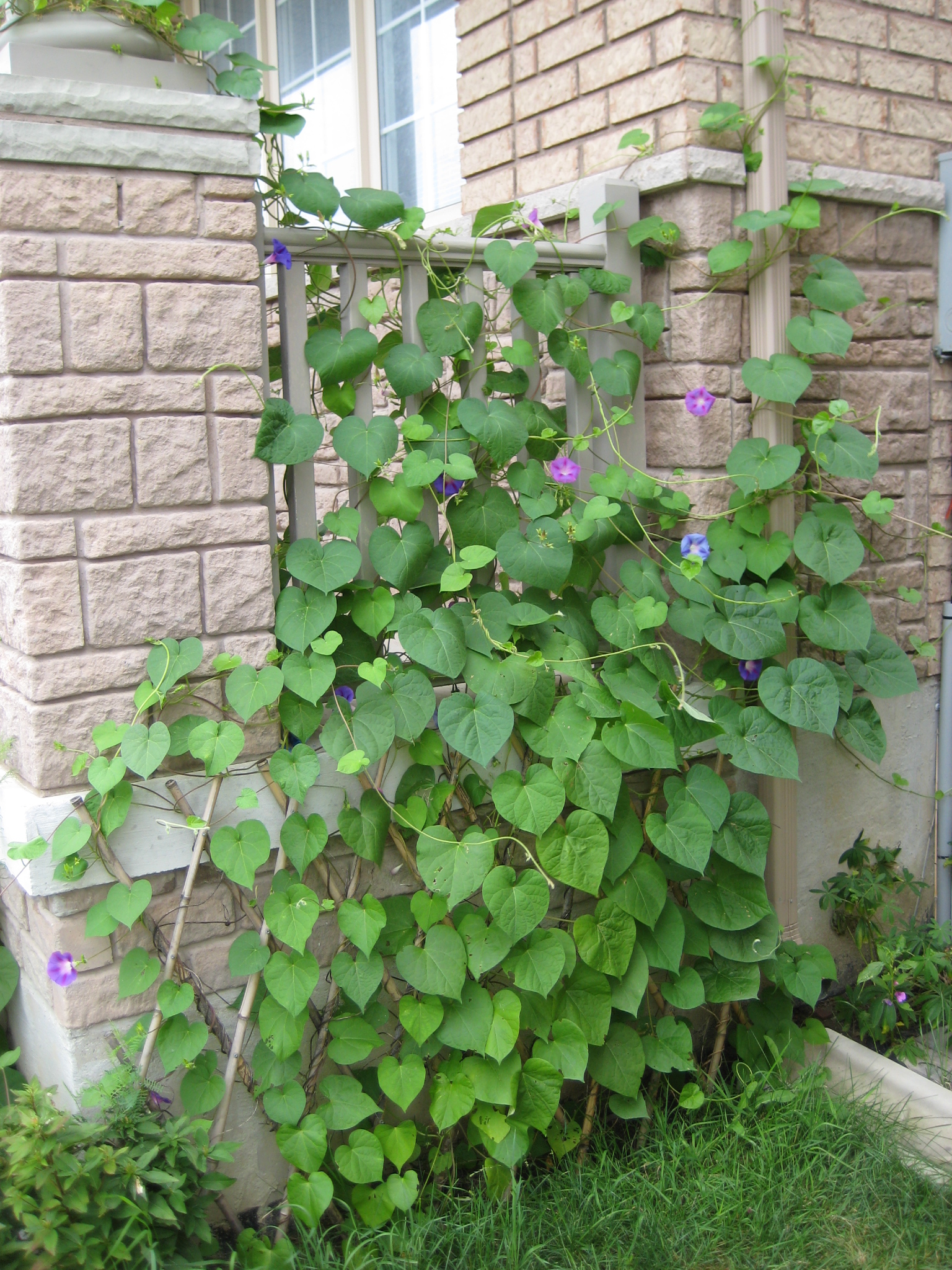
Ipomoea purpurea
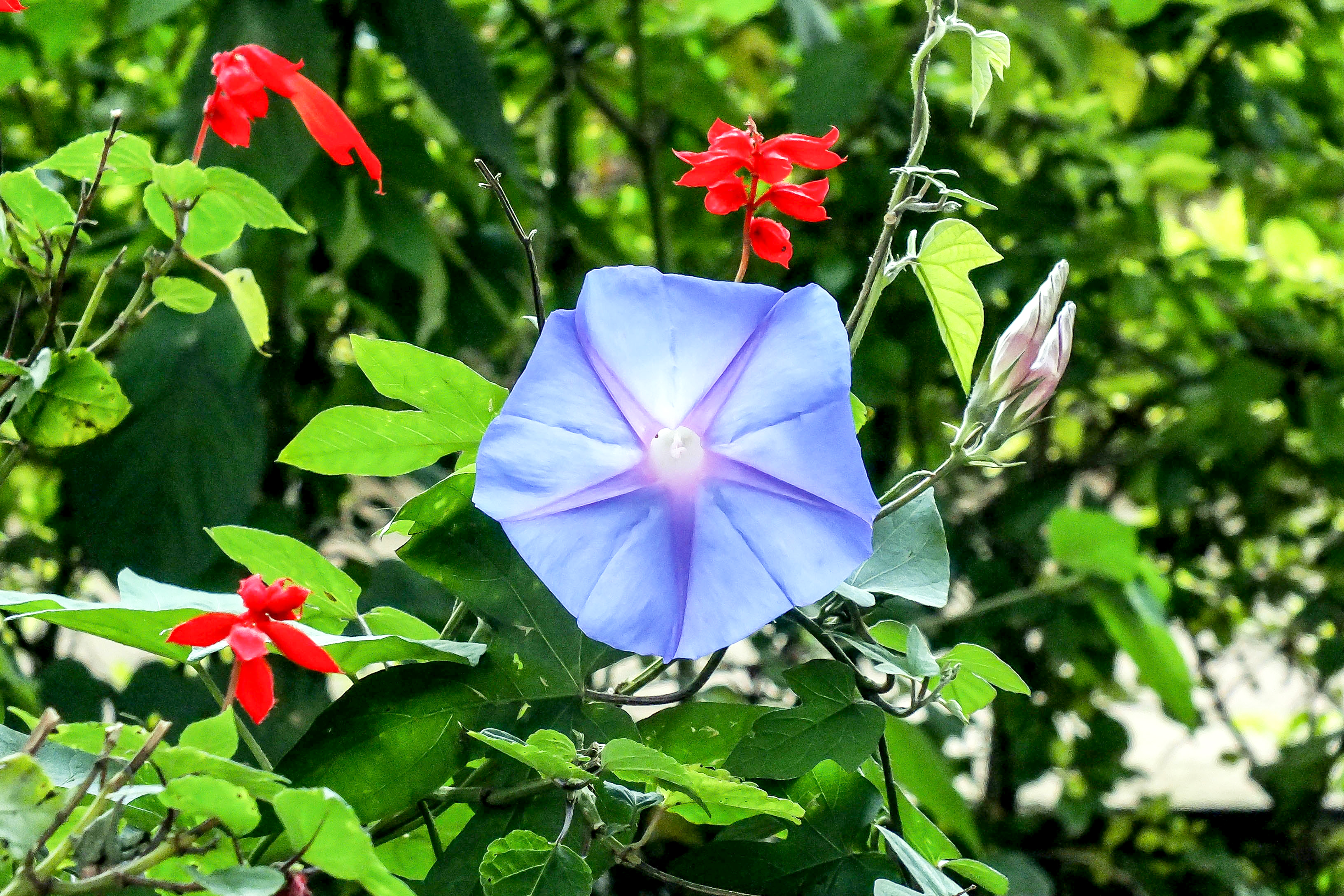
Ipomoea indica